# Celurosaurio de Myitkyina
Celurosaurio de Myitkyina,  es un celurosaurio no identificado encontrado  por Lida Xing, paleontólogo chino, en un mercado de ámbar en Myitkyina, Birmania, el 2015.
El estudio del fósil fue posteriormente publicado en la revista Current Biology.  Sólo se conoce por unas plumas de la cola encontrado en dicho ámbar. Los restos datan de hace unos 99 millones de años, con lo que sería la época del Cenomaniense inferior.